# 名铁巴士中心

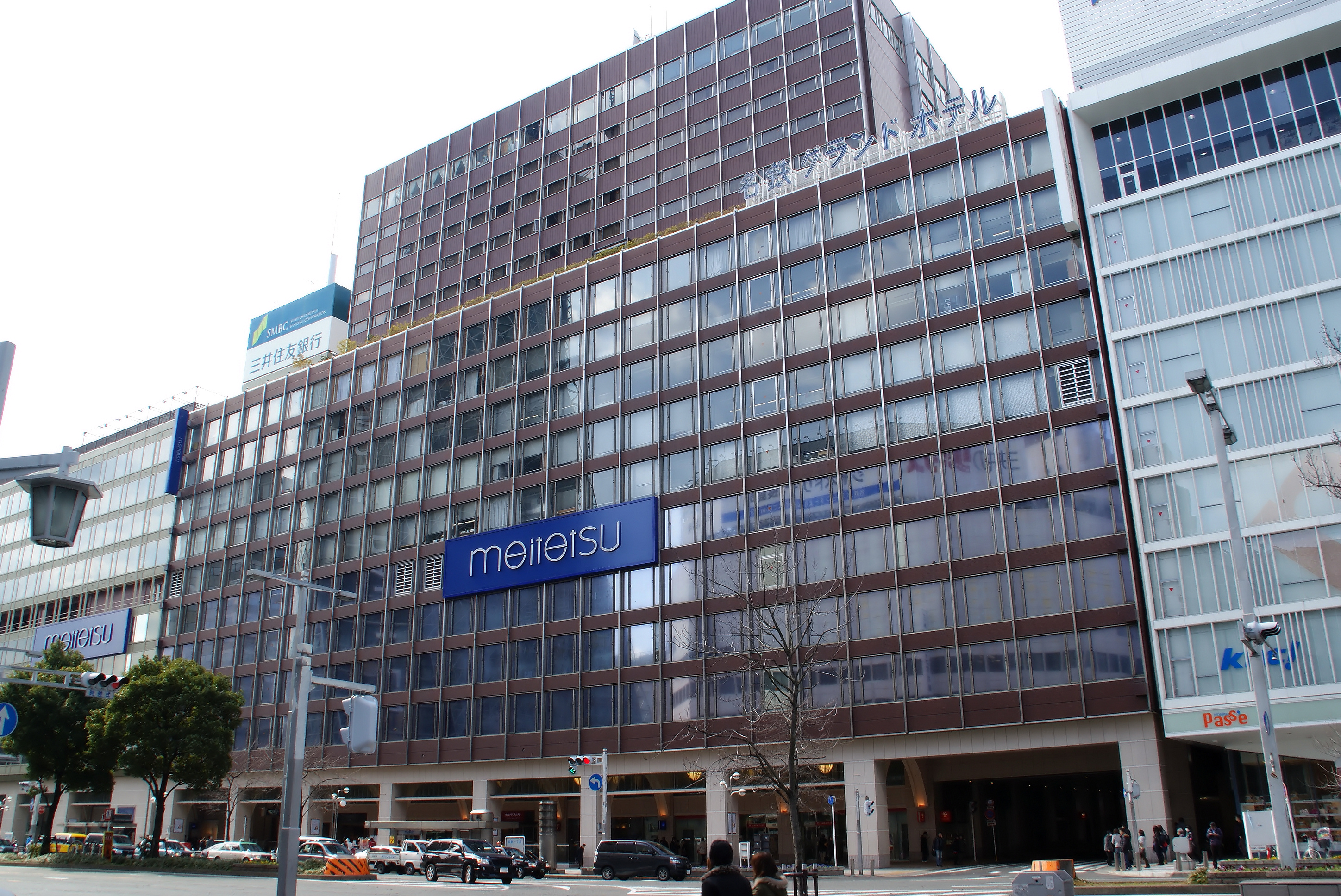
巴士中心外观

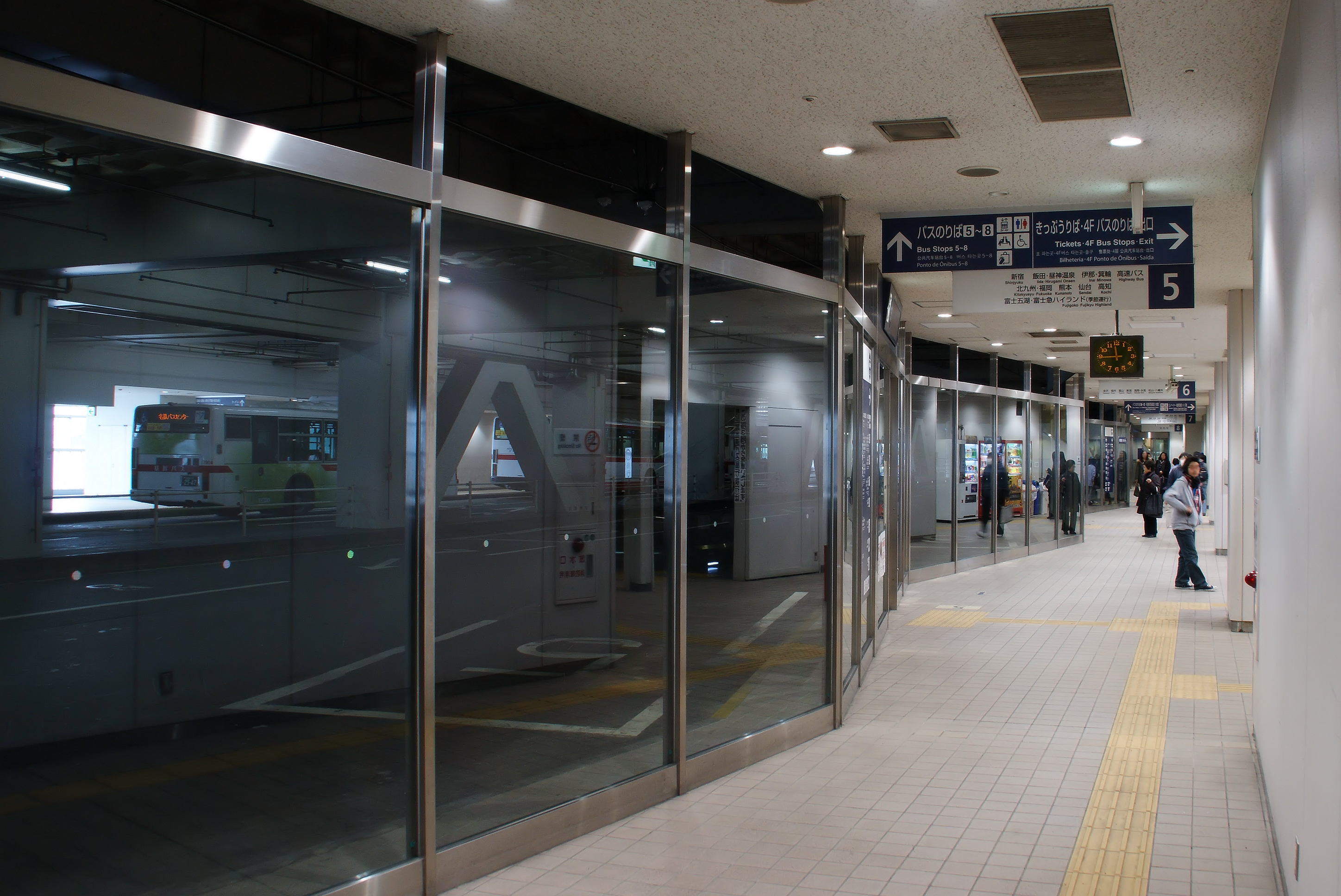
巴士中心3楼

名铁巴士中心（日语：名鉄バスセンター），位於日本爱知县名古屋市中村区名驿1丁目，於鄰近名古屋車站的名鐵百貨店的3樓及4樓，是名古屋市最大的巴士总站。
前往方法
乘名古屋地鐵往名古屋站(東山線)，南閘口出站後，沿Sun Road地下街右邊長通道向前／南行至S7出口(標示往名鐵巴士，於長通道最右邊)上地面，向前行至名鐵百貨店大型娃娃附近，有扶手電梯可上3樓的巴士中心接待處及乘車處。

## 简介
以前国铁名古屋站周边有十多个巴士站，为了汇总车站在日本最初的立体巴士总站建立。1967年10月建成了名铁巴士总站大厦的一部分为使用巴士总站。
车站大厦由地下1层，地上18层组成，面积9,600平方米是建成当时在东洋最大的巴士总站。地下1层到地上6层是名铁百货店，7层到10层是属于名铁集团公司的办公室，11层到18层是名铁大饭店。
巴士总站是名铁巴士管理，许多市区巴士，长途公路巴士到达或出发了。使用公司是名铁巴士集团之外，属于近铁集团的三重交通等公司也使用。

## 车站构造
总站設在名铁巴士总站大厦的3樓和4樓，3樓是市区巴士和长途巴士，4樓則是较短途的城际巴士和临时巴士为主。本站已完成了无障碍化工程，设有升降機、自动播音系統、盲字案内设施、月台闸门。該总站由於樓底比較矮，双层巴士不能駛入总站内。

## 周边地点
另见名古屋站。